# Лапаз
 Лапаз  — село в Новосергиевском районе Оренбургской области. Административный центр Лапазского сельсовета.

## География
Находится на расстоянии примерно 14 километров по прямой на юго-запад от районного центра поселка Новосергиевка.

## История
Основано в XIX веке выходцами из села Илек. В 1859 году построена была церковь. В селе к 1917 году было 50-70 дворов. 

## Население
Население составляло 497 человек в 2002 году (72% русские), 503 по переписи 2010 года.